# IEEE Transactions on Ultrasonics, Ferroelectrics, and Frequency Control
IEEE Transactions on Ultrasonics, Ferroelectrics, and Frequency Control is een internationaal, aan collegiale toetsing onderworpen wetenschappelijk tijdschrift op het gebied van de
akoestiek en
elektrotechniek.
De naam wordt in literatuurverwijzingen meestal afgekort tot IEEE Trans. Ultrason. Ferroelectrics. Freq. Contr.
Het wordt uitgegeven door Institute of Electrical and Electronics Engineers.